# Težiščni koordinatni sistem
Težiščni koordinatni sistem (tudi baricentrični koordinatni sistem) je v geometriji koordinatni sistem v katerem je lega točke določena kot masno središče mas, ki se nahajajo v ogliščih simpleksov (trikotnik, tetraeder...). Težiščne koordinate spadajo med homogene koordinate. Koordinate ročke v težiščnem koordinatnem sistemu imenujemo težiščne koordinate.  
Sistem težiščnih koordinat je prvi vpeljal nemški matematik in astronom August Ferdinand Möbius v letu 1827.

## Definicija
Naj bodo {\displaystyle {\textbf {x}}_{1}\ldots {\textbf {x}}_{n}} oglišča simpleksa v vektorskem prostoru {\displaystyle A\,}
in, če za neko točko {\displaystyle {\textbf {p}}} v {\displaystyle A\,} velja
{\displaystyle (a_{1}+\cdots +a_{n}){\textbf {p}}=a_{1}\,{\textbf {x}}_{1}+\cdots +a_{n}\,{\textbf {x}}_{n}} in najmanj eden izmed {\displaystyle a_{1}+\cdots +a_{n}\,} ni enak nič,
V tem primeru lahko rečemo, da so koeficienti {\displaystyle (a_{1}+\cdots +a_{n})\,} težiščne koordinate točke {\displaystyle {\textbf {p}}} glede na {\displaystyle x_{1}\cdots x_{n}\,}. 
Oglišča imajo koordinate {\displaystyle {\textbf {x}}_{1}=(1,0,0,...,0),{\textbf {x}}_{2}=(0,1,0,...,0),\ldots ,{\textbf {x}}_{n}=(0,0,0,...,1)}.
Težiščnih koordinat ne moremo določiti enolično. Za vsak {\displaystyle b\,}, ki ni enak nič, so tudi {\displaystyle (ba_{1},\cdots ,ba_{n})\,} težiščne koordinate za {\displaystyle p\,}. Kadar koordinate niso negativne, točka {\displaystyle P\,} leži v konveksni ogrinjači za {\displaystyle x_{1}\cdots x_{n}\,}, to pa pomeni, da leži v simpleksu teh točk, ki so oglišča. 

## Težiščne koordinate v trikotniku
Imamo definiran trikotnik {\displaystyle T\,}, ki je določen s tremi oglišči {\displaystyle r_{1}\,}, {\displaystyle r_{2}\,} in {\displaystyle r_{3}\,}. Poljubna točka v trikotniku se lahko napiše kot 
{\displaystyle {\textbf {r}}=\lambda _{1}{\textbf {r}}_{1}+\lambda _{2}{\textbf {r}}_{2}+\lambda _{3}{\textbf {r}}_{3},}
kjer so 
- {\displaystyle \lambda _{1},\lambda _{2},\lambda _{3}\,} težiščne koordinate

Za te koordinate velja omejitev
{\displaystyle \lambda _{1}+\lambda _{2}+\lambda _{3}=1\,}.

### Pretvorba v težiščne koordinate
Imamo dano točko {\displaystyle r\,} (v resnici je to krajevni vektor do dane točke), ki leži znotraj trikotnika in želimo dobiti težiščne koordinate {\displaystyle \lambda _{1},\lambda _{2},\lambda _{3}\,} v tej točki. Za točko moramo izraziti težiščne koordinate v Kartezičnih koordinatah {\displaystyle (x,y)\,} z uporabo oglišč {\displaystyle r_{1},r_{2},r_{3}\,} kot 
{\displaystyle {\begin{matrix}x=\lambda _{1}x_{1}+\lambda _{2}x_{2}+\lambda _{3}x_{3}\\y=\lambda _{1}y_{1}+\lambda _{2}y_{2}+\lambda _{3}y_{3}\\\end{matrix}}\,}.
Po preureditvi lahko to napišemo kot linearno transformacijo
{\displaystyle {\textbf {T}}\cdot \lambda ={\textbf {r}}-{\textbf {r}}_{3}\,}
kjer je
- {\displaystyle \lambda \,} je vektor težiščnih koordinat
- {\displaystyle r\,} vektor v kartezičnih koordinatah
- {\displaystyle T\,} matrika, ki ima vrednost

{\displaystyle {\textbf {T}}=\left({\begin{matrix}x_{1}-x_{3}&x_{2}-x_{3}\\y_{1}-y_{3}&y_{2}-y_{3}\\\end{matrix}}\right)}.
Ker sta {\displaystyle r_{1}-r_{2}\,} in {\displaystyle r_{2}-r_{3}\,} linearno neodvisna, je matrika {\displaystyle T\,} obrnljiva. To pomeni, da po preureditvi dobimo
{\displaystyle \left({\begin{matrix}\lambda _{1}\\\lambda _{2}\end{matrix}}\right)={\textbf {T}}^{-1}({\textbf {r}}-{\textbf {r}}_{3})\,}.
Iz tega se dobijo težiščne koordinate
{\displaystyle \lambda _{1}={\frac {(y_{2}-y_{3})(x-x_{3})+(x_{3}-x_{2})(y-y_{3})}{\det(T)}}={\frac {(y_{2}-y_{3})(x-x_{3})+(x_{3}-x_{2})(y-y_{3})}{(y_{2}-y_{3})(x_{1}-x_{3})+(x_{3}-x_{2})(y_{1}-y_{3})}}\,,}
{\displaystyle \lambda _{2}={\frac {(y_{3}-y_{1})(x-x_{3})+(x_{1}-x_{3})(y-y_{3})}{\det(T)}}={\frac {(y_{3}-y_{1})(x-x_{3})+(x_{1}-x_{3})(y-y_{3})}{(y_{3}-y_{1})(x_{2}-x_{3})+(x_{1}-x_{3})(y_{2}-y_{3})}}\,,}
{\displaystyle \lambda _{3}=1-\lambda _{1}-\lambda _{2}\,}.

## Težiščne koordinate v tetraedru
Težiščni koordinatni sistem se z lahkoto razširi na tri razsežnosti. Simpleks v treh razsežnostih je tetraeder, ki je polieder, ki ima tri trikotne stranske ploskve in štiri oglišča. 
Tudi tukaj težiščni sistemdoločimo tako, da ima prvo oglišče koordinate {\displaystyle \lambda =(1,0,0,0)\,}.
Tudi tukaj velja 
{\displaystyle \left({\begin{matrix}\lambda _{1}\\\lambda _{2}\\\lambda _{3}\end{matrix}}\right)={\textbf {T}}^{-1}({\textbf {r}}-{\textbf {r}}_{4})\,}
kjer je 
- {\displaystyle T\,} matrika {\displaystyle 3\times 3\,}, ki ima obliko

{\displaystyle {\textbf {T}}=\left({\begin{matrix}x_{1}-x_{4}&x_{2}-x_{4}&x_{3}-x_{4}\\y_{1}-y_{4}&y_{2}-y_{4}&y_{3}-y_{4}\\z_{1}-z_{4}&z_{2}-z_{4}&z_{3}-z_{4}\end{matrix}}\right)}

## Posplošeni težiščni koordinatni sistem
Kadar so težiščne koordinate določene glede na politop (namesto glede na simpleks), dobimo posplošene težiščne koordinate. 
Še vedno mora veljati 
{\displaystyle (a_{1}+\cdots +a_{n})p=a_{1}x_{1}+\cdots +a_{n}x_{n}}
kjer so {\displaystyle x_{1}\cdots x_{n}\,} oglišča politopa. 